# Podnoszenie ciężarów na Igrzyskach Azjatyckich 1978
Podnoszenie ciężarów na Igrzyskach Azjatyckich 1978 odbywało się w dniach 10–17 września 1978 roku. Rywalizacja odbywała się w dziesięciu konkurencjach, wyłącznie wśród mężczyzn.

## Podsumowanie

### Klasyfikacja medalowa
| Miejsce | państwo          | Złoto | Srebro | Brąz | Razem |
| ------- | ---------------- | ----- | ------ | ---- | ----- |
| 1       | Korea Północna   | 3     | 2      | 3    | 8     |
| 2       | Japonia          | 3     | 1      | 2    | 6     |
| 3       | Chiny            | 1     | 3      | 1    | 5     |
| 4       | Liban            | 1     | 1      | 0    | 2     |
| 4       | Korea Południowa | 1     | 1      | 0    | 2     |
| 6       | Syria            | 1     | 0      | 0    | 1     |
| 7       | Irak             | 0     | 2      | 2    | 4     |
| 8       | Birma            | 0     | 0      | 1    | 1     |
| 8       | Pakistan         | 0     | 0      | 1    | 1     |
| Total   | Total            | 10    | 10     | 10   | 30    |

### Medaliści
| Konkurencja | 1. miejsce        | 2. miejsce     | 3. miejsce        |
| Mężczyźni   | Mężczyźni         | Mężczyźni      | Mężczyźni         |
| ----------- | ----------------- | -------------- | ----------------- |
| 52 kg       | Han Gyong-si      | Im Jung-gwan   | Cai Juncheng      |
| 56 kg       | Yang Eui-yong     | Lee Myung-soo  | Muhammad Manzoor  |
| 60 kg       | Song Sung-rim     | Tan Hanyong    | Takashi Saito     |
| 67,5 kg     | Kazumasa Hirai    | Zhao Xinmin    | Ri Gwang-ju       |
| 75 kg       | Mohamed Tarabulsi | Tamotsu Sunami | An Won-geun       |
| 82,5 kg     | Kaoru Sato        | Ryu Dong-il    | Talal Hassoun     |
| 90 kg       | Ahn Ji-young      | Hafidh Shihab  | Sann Myint        |
| 100 kg      | Mitsumasa Sato    | Raef Ftouni    | Han Jin-suk       |
| 110 kg      | Talal Najjar      | Song Zhenzhu   | Tsuneji Shibasaki |
| +110 kg     | Yang Huaiqing     | Tariq Al-Adeeb | Mahmoud Mansour   |